# Уманський район (1923—2020)
У́манський райо́н — колишня адміністративно-територіальна одиниця Черкаської області. Площа — 1395 км² (6,67% від площі області). Адміністративний центр — місто Умань.
На січень 2011 року в Уманському районі нараховувалось одне селище міського типу, 52 сіл. Станом на 01.01.2008 у районі проживало 46,0 тисяч жителів (наявне 46,6 тис. ч.), у тому числі: сільське — 43,6 тис. осіб, міське — 2,4 тис. осіб.
17 липня 2020 року було укрупнено внаслідок адміністративно-територіальної реформи.

## Географія
Район межував з Маньківським, Христинівським і Тальнівським районами Черкаської області, Теплицьким і Бершадським районами Вінницької, Гайворонським, Благовіщенським, Голованівським та Новоархангельським районами Кіровоградської області.
Територія району знаходилася у межах центральної лісостепової частини України на Придніпровській височині. Поверхня району — це горбоподібне плато, яке розділене густою сіткою річкових долин, балок і ярів.

Стенд, присвячений природі Уманщини в Уманському краєзнавчому музеї

У районі (на момент укрупнення) діяли 3 ботанічні заповідники: Собківський площею 1,8 га, Степківський — 4,5 га, Юрківський — 3,5 га. 1 ботанічний заказник «Журбинка» площею 5 га у селі Ятранівка; пам'ятка природи — віковічний дуб, що займає площу 0,01 га та дендропарк «Дружба» площею 3 га у с. Паланці.

## Історія
25 століть тому Уманщина була центром сколотських племен, від Ольвії сюди вели Священні Шляхи. В середині І тисячоліття тут концентрувалась металургія заліза.
За часів Київської Русі Уманщина входила до складу Куманії. Згодом межувала з Кримським ханством, була центром гайдамаччини, військових поселень.
На початку XX сторіччя Уманський повіт входив до складу Київської губернії.
Згідно з постановою Президії ВУЦК «Про адміністративно-територіальний розподіл Київської і Полтавської губернії» від 7 березня 1923 року було ліквідовано поділ на волості, повіти і губернії і введено новий поділ — район, округ, губернію.
До складу Уманського округу ввійшло 15 районів, в тому числі Уманський, Бабанський, Ладижинський.
7 січня 1954 року з утворенням Черкаської області Уманський район увійшов до її складу.
У листопаді 1959 року Бабанський і Ладижинський райони були ліквідовані, а населені пункти, що входили до їх складу, увійшли до Уманського району.
Уманський район розташований на Придніпровській височині, його територією протікають річки Синиця, Ятрань з притоками Уманка і Ревуха, які належать до басейну Південного Бугу.
Уманський район розпочав свій відлік 7 березня 1923 року у складі Уманської округи.
За новим адміністративно-територіальним поділом з квітня 1923 року Умань стала окружним центром. До Уманського округу входили Христинівський, Тальнівський, Катеринопільський, Монастирищинський та інші райони.
Незабаром тут почав діяти маслозавод, що переробляв молоко, зібране в Уманському, Ладижинському та Маньківському районах. А в травні 1926 року почав працювати цегельний завод Південно-Західної залізниці. Наприкінці року відновив роботу завод «Робітник», на якому виготовляли вози, меблі та виконували різні механічні роботи. Окрім цих підприємств, в Умані працювали чавунно-ливарний завод та механічний завод «Труд». Останній випускав сільськогосподарські машини і запасні частини до них.
У цей же час почали діяти взуттєва фабрика «Красный кожевник», шкіряний завод, фабрика одягу «Швейпром», тютюнова фабрика «Пролетарська», цукеркова та панчішно-трикотажна фабрики. До того ж, 1926 року в місті було відкрито 29 кустарно-промислових кооперативів, діяла друкарня.
Розвивалося в селах Уманщини і сільськогосподарське виробництво. Зростанню врожайності зернових культурсприяло застосування механізованої праці.
Розвиток промисловості вимагав висококваліфікованих робітників, а населення, здебільшого, залишалося неграмотним.
Уманська газета «Известия» у рубриці «Распоряжения и действия Советской власти» розмістила інформацію «От коллегии при комиссариате народного просвещения». У ній було опубліковане «Дополнение к приказу комиссара народного просвещения от 15 апреля 1919 года № 19.» Вже перший пункт названого документу гласив: «Еще раз приказываем всем неграмотним г. Умани в возрасте от 19 до 35 лет обязательно зарегистрироваться в одном из указанных в помянутом приказе пунктов для зачисления в открываемую школу грамоты для взрослых…»
У місті було створено мережу загальноосвітніх шкіл, що забезпечувала навчання дітей. У 1925 році їх налічувалося 19 (з них 9 — семирічних). Формувалась система професійної освіти. Почала діяти професійна медична школа, школа народного мистецтва, інші школи різного профілю, як то індустріально-технічні, сільськогосподарські, соціально-економічні, художня. 1921 року середнє училище землеробства і садівництва було реорганізовано у вищий навчальний заклад — агротехнікум. Того ж року з Тального до Умані переведено педагогічні курси і на їх базі організовані вищі трирічні педагогічні курси (з 1925 року — педтехнікум ім. Т. Г. Шевченка).
Культурно-освітня робота здійснювалася завдяки діяльності клубів, яких у 1926 році налічувалось аж шість. До того ж, діяли окружний селянський будинок, чотири хати-читальні, два кінотеатри і чотири драматичні колективи. Поширенню театрального мистецтва в місті сприяло перебування в ньому на гастролях у вересні 1920 — березні 1921 року трупи Київського драматичного театру під керівництвом відомого українського режисера і актора О. С. Курбаса.
Важливим культурним закладом був також окружний історичний музей, заснований 1918 року. Ініціатором його створення був визначний діяч української культури, викладач історії та географії Уманської чоловічої гімназії Данило Щербаківський. Працюючи в гімназії, він у 1906—1908 роках організував гурток гімназистів, які збирали і вивчали археологічні, етнографічні та мистецькі пам'ятки Уманщини. Вже було зібрано чималу колекцію, але місцева влада запідозрила у діяльності гуртка політичний ухил. Гурток припинив свою роботу, зібрані матеріали були передані до Київського місцевого музею.
У 1913 році в Умані діяло історичне товариство, члени якого зібрали та систематизували історичні матеріали, які стали основою для створення державного «Соціально-історичного музею Уманської округи».
У ці роки розвивалась і бібліотечна справа. Почала функціонувати міська (згодом — окружна) бібліотека, загалом діяло п'ять бібліотек, фонд яких налічував понад 36 тисяч книг.
1930 року, унаслідок подальших змін в адміністративно-територіальному поділі республіки, було ліквідовано Уманський округ. Умань стала центром однойменного району, який у 1932 році ввійшов до складу Київської області.
У 30-ті роки помітними були зрушення в культурно-освітньому житті Уманщини — успішно функціонувала 21 школа, у тому числі вісім середніх, школа-інтернат для глухонімих, дитяча музична школа і вечірня школа для дорослих. Велику роботу з дітьми проводили будинок піонерів і дитяча технічна станція.
Фахівців із середньою освітою готували технікуми — педагогічний, медичний, механізації сільського господарства, садово-городній, кооперативний та будівельний (останні два 1936 року ліквідовано). 1929 року Агротехнікум реорганізовано в сільськогосподарський інститут (нині — аграрний університет). 1930 року створено інститут соціального виховання, який у 1933-му реорганізовано в педагогічний, а в 1937-му — на учительський (нині — педуніверситет).
Після кількох років громадянської війни Уманщина була занедбана. Почали зупинятися заводи, занепадати села.
Під час Німецько-радянської війни недалеко від Умані під селом Підвисоке ворогу вдалося зробити найбільший на всій Правобережній Україні «котел». Гітлерівці повідомляли, що в районі Умані вони взяли в полон 103 тисячі радянських бійців, 317 танків, 858 гармат. Число вбитих точно невідоме. Очевидці розповідали, що вода в Синюсі у ті дні стала рудою від крові.
18 серпня Гітлер прибув до Умані, де разом із Муссоліні, біля села Легедзине, вони приймали парад італійського корпусу. Кар'єр колишнього Уманського цегельного заводу перетворили в концтабір, який люди назвали «Уманською ямою». Табір був розрахований на 7 тисяч полонених, а зігнали до нього майже 80 тисяч.
Після звільнення Умані радянські війська продовжували відому Умансько-Ботошанську операцію. Багато уманчан полягло в ній. Вже на третій день після звільнення Умані усіх чоловіків, не молодших 18 років, відразу відправили на фронт. Ненавчені, навіть необмундировані як слід, усі вони скоро загинули або стали каліками.
Після війни відремонтували дорогу на Київ. Згодом з'явилась електрика і радіо. Замість старої Київської дороги проклали нову автостраду Ленінград — Одеса. Встановили прямий автомобільний зв'язок Умані з половиною обласних центрів та зі всіма селами Уманського району.
Розбудовувалось і місто. В 1957 р. став до ладу завод «Мегомметр», потім — оптико-механічний, машинобудівний, плодоконсервний, лікеро-горілчаний, пивоварний завод, пізніше — завод будівельних матеріалів.
1967 року відкрито центральний універмаг «Ювілейний». В місті працювало 4 кінотеатри, 10 клубів, 77 бібліотек, 2 інститути, кілька середніх навчальних закладів, 20 загальноосвітніх шкіл, музична школа. Всього навчалося в Умані майже 15 тисяч учнів і студентів.
1991 року на Уманщині замайоріли жовто-блакитні прапори.
Саме на уманській землі народився уславлений полководець Німецько-радянської війни, командуючий фронтами, двічі Герой радянського Союзу, генерал армії Іван Данилович Черняховський, 100-річчя з дня народження якого 29 червня 2008 року відзначали в Україні. На батьківщині видатного земляка — в с. Оксанина на його честь встановлено пам'ятник та відреставровано музей.
Відомою є постать генерал-лейтенанта, начальника штабу армії Кузьми Миколайовича Дерев'янка, який, за дорученням уряду, приймав капітуляцію Японії. На батьківщині героя — у с. Косенівка 2 вересня 2005 року відкрито музей-садибу К. М. Дерев'янка.
У с. Посухівка збудовано і відкрито пам'ятник першому герою радянського Союзу в Черкаській області Дорофію Тимофійовичу Левченку. Між селищем Бабанка та селом Оксанина встановлено пам'ятник воїнам 6-ї та 12-ї армії, які героїчно загинули, обороняючи Уманщину у роки Другої Світової війни. Також у 48 селах району встановлено пам'ятні знаки жертвам голодомору.
У районі 10 Героїв Радянського Союзу, 9 Героїв Соціалістичної праці, 8 тисяч осіб, відзначених державними нагородами.
(За матеріалами, наданими Уманською РДА)

## Економіка
На території району є найвідоміші родовища граніту — Старобабанівське і Танське, продукція яких постачається далеко за межі Черкаської області. У селі Старі Бабани знаходиться найбільша в області виправна колонія.

## Транспорт
Районом проходить низка важливих транспортних коридорів, серед них E50 та E95М05.

## Найбільші населені пункти
| №  | Населений пункт | Населення, осіб (2007) |
| -- | --------------- | ---------------------- |
| 1  | Родниківка      | 3 385                  |
| 2  | Ятранівка       | 2 604                  |
| 3  | Бабанка         | 2 541                  |
| 4  | Ладижинка       | 2 496                  |
| 5  | Колодисте       | 2 054                  |
| 6  | Дмитрушки       | 2 044                  |
| 7  | Старі Бабани    | 1 859                  |
| 8  | Паланка         | 1 608                  |
| 9  | Кочержинці      | 1 363                  |
| 10 | Городецьке      | 1 354                  |
| 11 | Полянецьке      | 1 291                  |
| 12 | Оксанина        | 1 262                  |
| 13 | Сушківка        | 1 248                  |
| 14 | Громи           | 1 160                  |
| 15 | Іванівка        | 1 154                  |
| 16 | Городниця       | 1 140                  |
| 17 | Косенівка       | 1 089                  |
| 18 | Текуча          | 1 040                  |
| 19 | Рижавка         | 1 025                  |

## Політика
З 2012 року народним депутатом від 200-го виборчого округо, до якого входить Уманський район є Антон Яценко.
25 травня 2014 року відбулися Президентські вибори України. У межах Уманського району було створено 55 виборчих дільниць. Явка на виборах складала — 71,24 % (проголосували 25 486 із 35 774 виборців). Найбільшу кількість голосів отримав Петро Порошенко — 63,08 % (16 076 виборців); Юлія Тимошенко — 15,18 % (3 870 виборців), Олег Ляшко — 9,04 % (2 305 виборців), Анатолій Гриценко — 4,78 % (1 217 виборців). Решта кандидатів набрали меншу кількість голосів. Кількість недійсних або зіпсованих бюлетенів — 0,89 %.

## Цікаві факти
- В Уманському районі проживає майже 2 тисячі людей, що постраждали від наслідків аварії ЧАЕС, 256 з них — ліквідатори аварії, 362 — діти. Три села — Піківець, Ятранівка та Шарин, у яких мешкає 1050 жителів, — віднесено до зони посиленого радіаційного контролю.
- в 2017 році відкрито фонтан «Перлина кохання»[3], який посідає одне з перших місць у рейтингу найкрасивіших фонтанів в Україні. Відкриття фонтанів відбулося за підтримки Народного депутата України Яценко Антона Володимировича.

## Персоналії, пов'язані з районом
- На Уманщині у 1928–1931 рр. вчителював Шатун Петро Іванович, нині більш відомий як Петро Голубенко — український поет, письменник, літературознавець.
- Перевертнюк Охрім Климович 1915–1980. Герой Радянського Союзу
- Біляшівський Микола Федотович — член Української Центральної Ради.